# Глухолазы (гмина)
Глухолазы (пол. Głuchołazy) — городско-сельская гмина (волость) в Польше, входит как административная единица в Нысский повет, Опольское воеводство. Население — 25 994 человека (на 2004 год).

## Демография
| Перепись                       | Всего   | Всего | Женщины | Женщины | Мужчины | Мужчины |
| ------------------------------ | ------- | ----- | ------- | ------- | ------- | ------- |
| Единицы                        | человек | %     | человек | %       | человек | %       |
| Население                      | 25 994  | 100   | 13 471  | 51,8    | 12 523  | 48,2    |
| Плотность населения (чел./км²) | 154,7   | 154,7 | 80,2    | 80,2    | 74,6    | 74,6    |

## Соседние гмины
1. Гмина Ныса
2. Гмина Отмухув
3. Гмина Прудник